# حمدي برع
حمدي برع مواليد 7 سبتمبر 1986 في صفاقس، تونس، هو لاعب كرة سلة تونسي. بدأ مسيرته الاحترافية في سنة 2004. يلعب مع النجم الرياضي الساحلي في بطولة تونس لكرة السلة للرجال كلاعب وسط. يبلغ طوله 6 قدم 8 بوصة (2.0 م). شارك في بطولة أمم أفريقيا لكرة السلة 2007 وبطولة أمم أفريقيا لكرة السلة 2009 كما شارك في بطولة كأس العالم لكرة السلة لعام 2010.

## روابط خارجية
- حمدي برع على موقع الاتحاد الدولي لكرة السلة (الإنجليزية)
- حمدي برع على موقع كرة السلة الأوروبية.كوم (الإنجليزية)
- حمدي برع على موقع ريلجم (الإنجليزية)
- حمدي برع على موقع بروبوليرز (الإنجليزية)
- حمدي برع على موقع سبورتس رفرنس (الإنجليزية)